# 大崎広小路駅

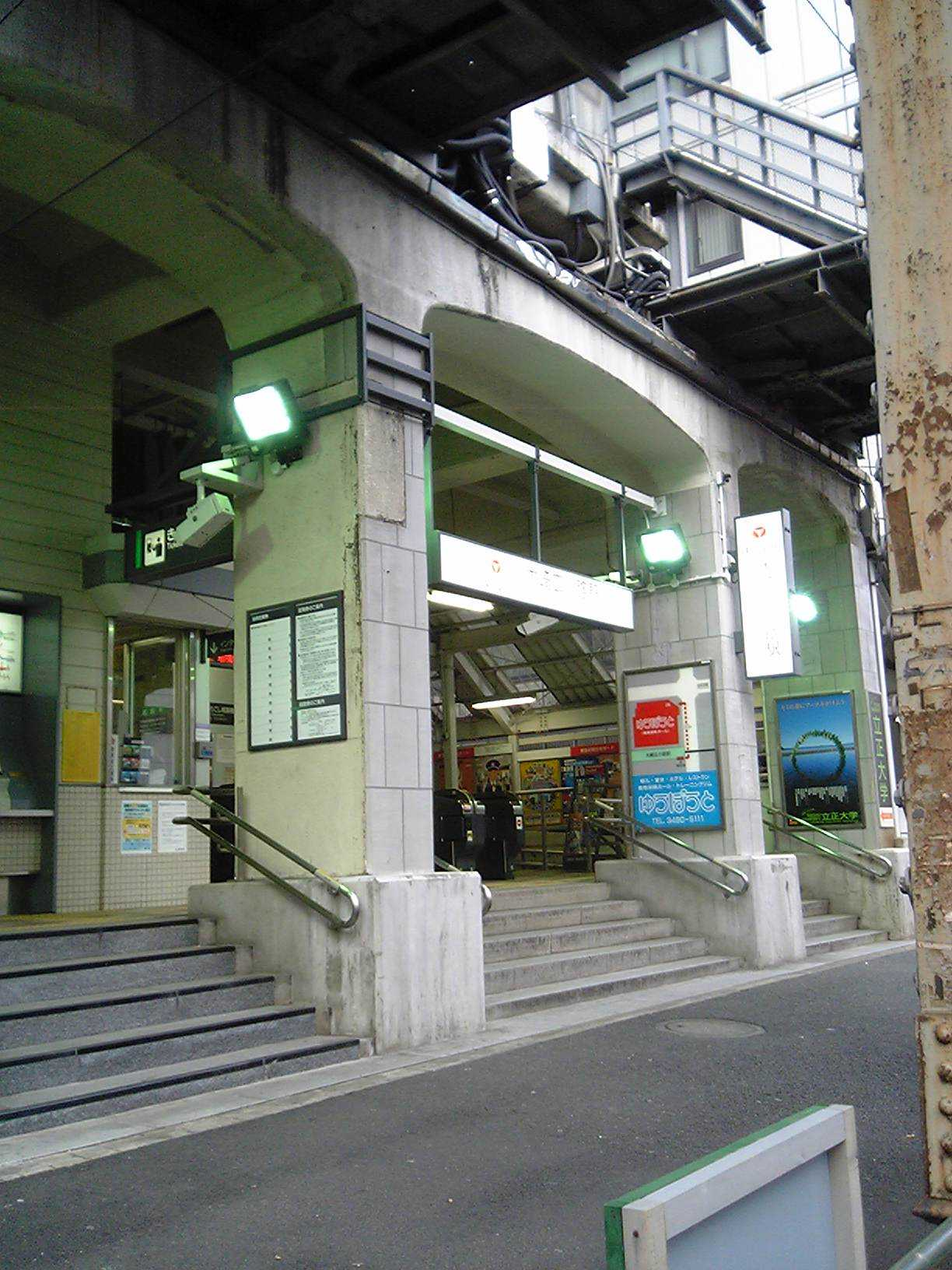
改修工事前の駅入口（2006年3月12日）

大崎広小路駅（おおさきひろこうじえき）は、東京都品川区大崎四丁目にある、東急電鉄池上線の駅である。駅番号はIK02。

## 歴史
開設より1年程は池上線の終着駅であった。北隣の五反田駅とは駅間距離が約340mと非常に近い。また、大崎駅へも徒歩で行ける距離にある。
昭和中期に泉岳寺線建設計画が浮上した際、当駅を含む池上線一部区間を廃止して、代替として当駅 - 戸越銀座駅間に桐ケ谷駅を建設して復活させ、同駅から泉岳寺線へ入って都営地下鉄三田線と相互直通運転を行う構想があった。
山手通り架道橋架替え工事が2008年（平成20年） - 2014年（平成26年）まで行われ、それに際してコンコース改修工事が行われた。駅へ出入りする時は、長年、階段を数段上らなければならなかったが、改修工事に伴いバリアフリー化された。

### 年表
- 1927年（昭和2年）10月9日：池上電気鉄道桐ケ谷駅（廃駅） - 当駅間延伸時に終着駅として開設[1]。
- 1928年（昭和3年）6月17日：池上電気鉄道当駅 - 五反田駅間延伸、途中駅となる。
- 1934年（昭和9年）10月1日：合併に伴い、目黒蒲田電鉄（現在の東急電鉄）の駅となる。

### 駅名の由来
広小路とは道路幅が広い街路のことであり、駅の直ぐ脇にある大崎広小路に由来する。

## 駅構造

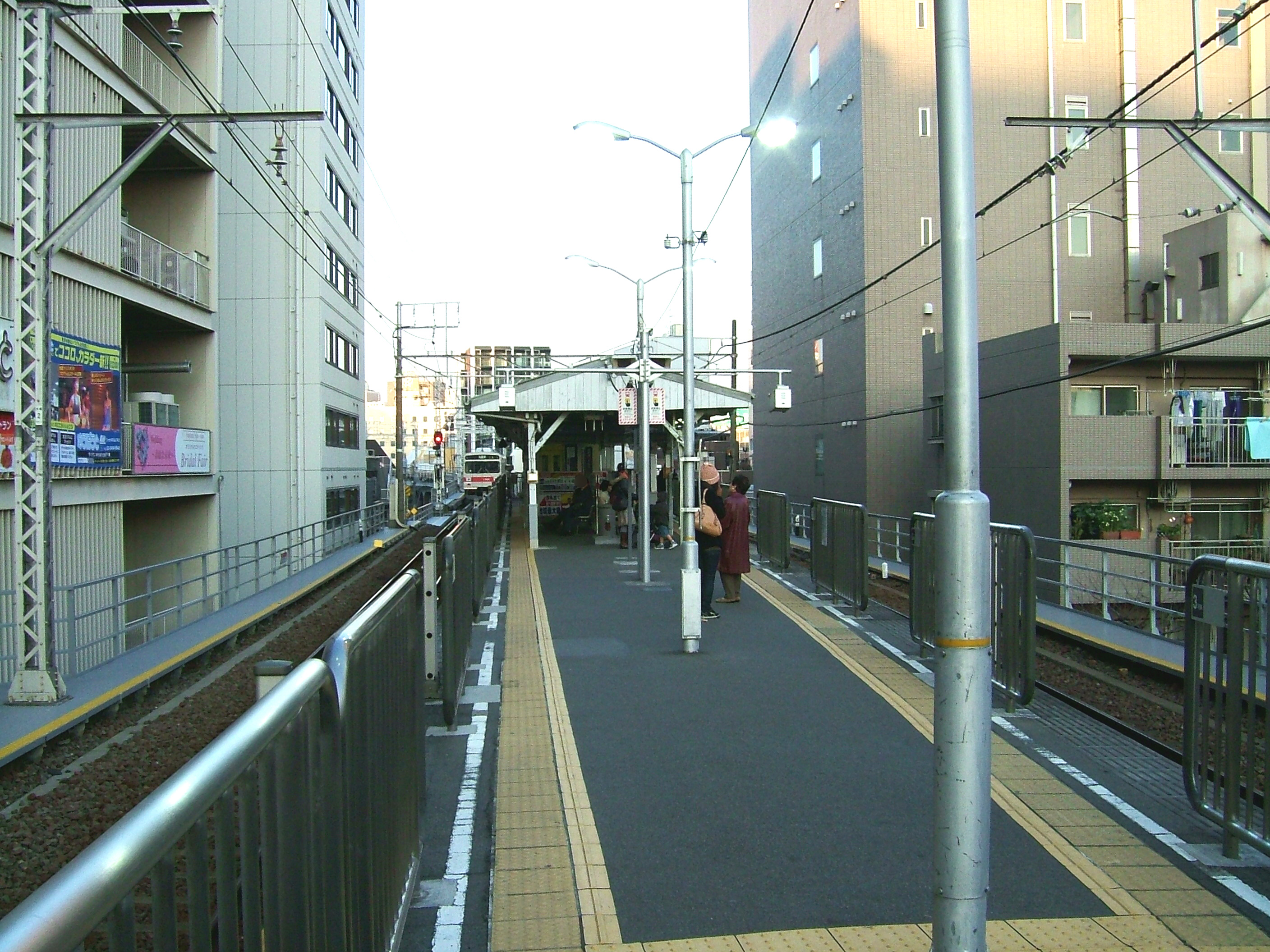
ホーム（2007年12月26日）

島式ホーム1面2線を有する高架駅。サービスマネジャー導入駅であるため、旗の台駅より遠隔監視している。
ホームと改札口間は、階段とエレベーターで連絡している。
トイレは1F改札内にあるが、男性用小便器の他は男女兼用多機能トイレ（オストメイト・乳幼児対応設備あり）があるのみ。

### のりば
| 番線 | 路線   | 方向 | 行先                         |
| ---- | ------ | ---- | ---------------------------- |
| 1    | 池上線 | 下り | 旗の台・雪が谷大塚・蒲田方面 |
| 2    | 池上線 | 上り | 五反田方面                   |

## 利用状況
2024年度（令和6年度）の1日平均乗降人員は7,648人である。池上線の駅では利用者が最も少ない。これは先述の通り五反田駅が非常に近く、そちらまで歩いて行く人が多いためである。
近年の1日平均乗降・乗車人員の推移は以下の通り。
| 年度               | 1日平均 乗降人員 | 1日平均 乗車人員 | 出典     |
| ------------------ | ---------------- | ---------------- | -------- |
| 1990年（平成02年） |                  | 3,934            | [ * 1 ]  |
| 1991年（平成03年） |                  | 4,046            | [ * 2 ]  |
| 1992年（平成04年） |                  | 3,896            | [ * 3 ]  |
| 1993年（平成05年） |                  | 3,592            | [ * 4 ]  |
| 1994年（平成06年） |                  | 3,553            | [ * 5 ]  |
| 1995年（平成07年） |                  | 3,604            | [ * 6 ]  |
| 1996年（平成08年） |                  | 3,573            | [ * 7 ]  |
| 1997年（平成09年） |                  | 3,512            | [ * 8 ]  |
| 1998年（平成10年） |                  | 3,408            | [ * 9 ]  |
| 1999年（平成11年） |                  | 3,421            | [ * 10 ] |
| 2000年（平成12年） |                  | 3,427            | [ * 11 ] |
| 2001年（平成13年） |                  | 3,449            | [ * 12 ] |
| 2002年（平成14年） | 6,991            | 3,468            | [ * 13 ] |
| 2003年（平成15年） | 7,349            | 3,645            | [ * 14 ] |
| 2004年（平成16年） | 7,592            | 3,759            | [ * 15 ] |
| 2005年（平成17年） | 7,632            | 3,705            | [ * 16 ] |
| 2006年（平成18年） | 8,053            | 3,921            | [ * 17 ] |
| 2007年（平成19年） | 8,494            | 4,123            | [ * 18 ] |
| 2008年（平成20年） | 8,882            | 4,282            | [ * 19 ] |
| 2009年（平成21年） | 8,821            | 4,225            | [ * 20 ] |
| 2010年（平成22年） | 8,679            | 4,159            | [ * 21 ] |
| 2011年（平成23年） | 8,389            | 4,008            | [ * 22 ] |
| 2012年（平成24年） | 8,387            | 3,995            | [ * 23 ] |
| 2013年（平成25年） | 7,651            | 3,607            | [ * 24 ] |
| 2014年（平成26年） | 7,733            | 3,688            | [ * 25 ] |
| 2015年（平成27年） | 7,977            | 3,831            | [ * 26 ] |
| 2016年（平成28年） | 8,195            | 3,942            | [ * 27 ] |
| 2017年（平成29年） | 8,421            | 4,047            | [ * 28 ] |
| 2018年（平成30年） | 8,537            | 4,096            | [ * 29 ] |
| 2019年（令和元年） | 8,633            | 4,142            | [ * 30 ] |
| 2020年（令和02年） | 5,618            |                  |          |
| 2021年（令和03年） | 6,308            |                  |          |
| 2022年（令和04年） | 6,995            |                  |          |
| 2023年（令和05年） | 7,045            |                  |          |
| 2024年（令和06年） | 7,648            |                  |          |

## 駅周辺
- 立正大学 品川キャンパス
- 警視庁 大崎警察署
- 就労移行支援事業・げんき品川
- 池上線五反田高架下
- 大崎郵便局
- TOC（東京卸売センター）ビル
  - TOCビル内郵便局
- 国道1号（第二京浜）
- 山手通り
- 中原街道
- タキゲン製造 本社・東京店
- 城南信用金庫 本店
- 五反田JPビルディング
  - OMO5東京五反田 by 星野リゾート
- 東日本旅客鉄道（JR東日本）山手線・都営地下鉄浅草線 五反田駅（当駅北東）
- JR東日本山手線・埼京線・湘南新宿ライン、東京臨海高速鉄道りんかい線 大崎駅（当駅南東）

### バス路線
大崎広小路（東急バス）
- 山手通り・西方向
  - <渋41、渋42、渋43> 渋谷駅行
※ 夜間に清水行あり
- 山手通り・東方向
  - <渋41> 大井町駅行
  - <渋42> 大崎駅西口行
※ 平日日中、土休日夕方のみ
  - <渋43> 高輪ゲートウェイ駅行
※ 平日朝夕、土休日日中のみ。一部は品川駅行
- 中原街道・北方向
  - <渋72・反01・反02・反11・反12>五反田駅行
- 第二京浜・南方向
  - <渋72> 渋谷駅東口行
※ 一部、清水行あり。毎月28日は縁日のため不動尊門前止め、林試の森入口まで運行休止
  - <反01> 川崎駅ラゾーナ広場行
  - <反02> 池上警察署行
  - <反11> 世田谷区民会館行
  - <反12> 東京医療センター行

## 隣の駅
東急電鉄
 池上線
五反田駅 (IK01) - 大崎広小路駅 (IK02) - 戸越銀座駅 (IK03)
※1953年8月11日まで、当駅 - 戸越銀座駅間に桐ヶ谷駅があった。